# Stazione di Kōriyama (Nara)
La stazione di Kōriyama (郡山駅?, Kōriyama-eki) è una stazione ferroviaria di Yamatokōriyama, città della prefettura di Nara in Giappone, situata sulla linea principale Kansai (linea Yamatoji).

## Linee

### Treni
- JR West
  - ■ Linea Yamatoji

## Caratteristiche
La stazione ha una due banchine laterali serventi due binari.
| 1 | ■ Linea Yamatoji | per Nara e Takada                  |
| 2 | ■ Linea Yamatoji | per Ōji, Tennōji, Namba JR e Osaka |

## Stazioni adiacenti
| «              | Servizio       | »              |
| Linea Yamatoji | Linea Yamatoji | Linea Yamatoji |
| -------------- | -------------- | -------------- |
| Yamato-Koizumi | Tutti i treni  | Nara           |